# Trolle Wachtmeisters park

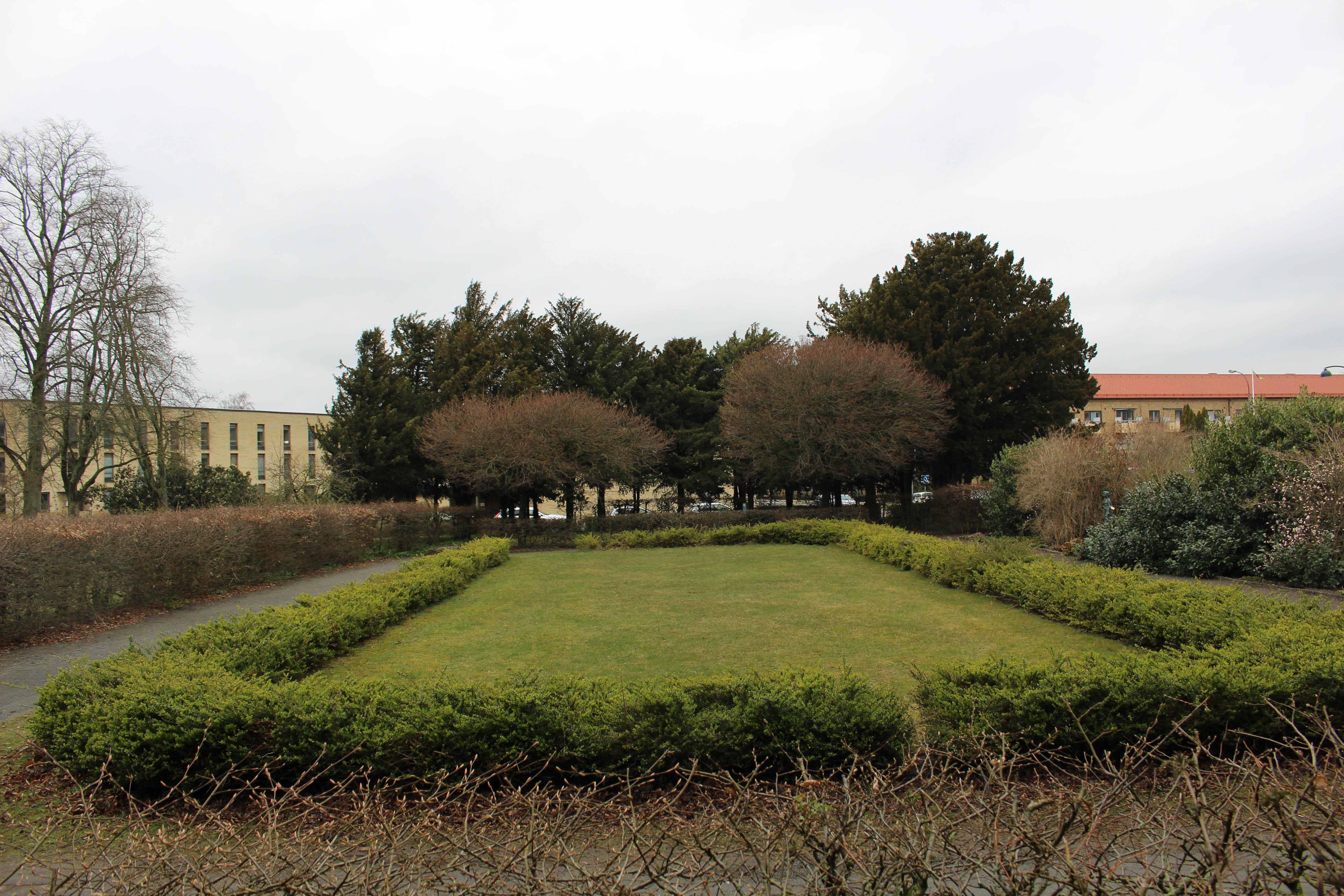
Trolle Wachtmeisters park mot norr.

Trolle Wachtmeisters park är en park på Väster i Lund. År 1928 dök parken för första gången upp i ett stadsplaneförslag av stadsingenjör Magnus Wennström. Parkmarken skulle upplåtas kostnadsfritt av Sankt Peters Klosters Säteri, ägt av greve Axel Trolle-Wachtmeisters arvingar. Under denna tid utgjordes marken fortfarande av åkermark, och först under slutet av 1930-talet färdigställdes parken, med prydnadsplantering samt sandlåda och plaskdamm för barnen.
Arkitekt till parken var stadsträdgårdsmästare Oscar Ahlström. Dold i en buske i parken står bronsstatyn Kraka, uppförd av Gustaf Nordahl och avtäckt 1951. Under parkens första levnadsår bevakades parken av en fd polis under dagarna.
Parken är listad i Lunds bevaringsprogram, delvis eftersom den är planerad samtidigt med bebyggelsen i området.